# 월포해수욕장
월포해수욕장(月浦海水浴場)은 경상북도 포항시 북구 청하면 월포리에 위치한 백사장의 길이가 1.8Km, 폭 25m에 달하는 해수욕장이다. 시설 관리자는 포항시장, 포항북구청장이다.

## 참고 자료
- 월포해수욕장 보관됨 2014-08-19 - 웨이백 머신 - 기상청 일기예보